# 河辺ジャンクション
河辺ジャンクション（かわべジャンクション）は、秋田県秋田市にある秋田自動車道と日本海東北自動車道を接続するジャンクション(JCT)である。
日本海東北自動車道の終点である。

## 道路
- E7 / E46 秋田自動車道（5-1番）
- E7 日本海東北自動車道

## 歴史
- 2001年（平成13年）7月7日：秋田空港IC - 河辺JCT間が開通する[1]。

## 構造

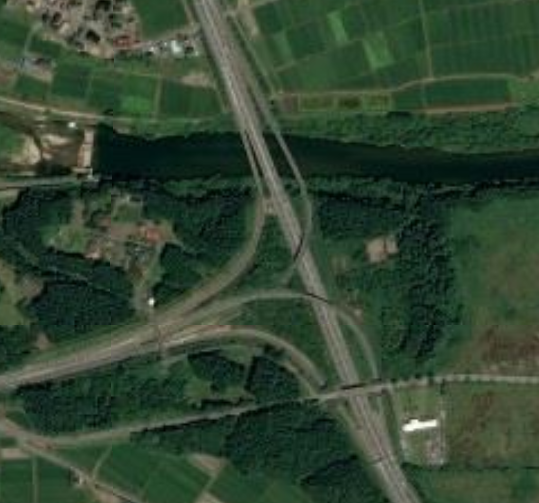
衛星図

- 準直結Y型

## 隣
E7 / E46 秋田自動車道
(5)協和IC - (5-1)河辺JCT - (6)秋田南IC
E7 日本海東北自動車道
(16)秋田空港IC - (5-1)河辺JCT